# Arrábida (IPR)
Pour les articles homonymes, voir Arrábida.
L'arrábida est un vin portugais avec Indicação de Proveniência Regulamentada (IPR).

## Géographie
Son terroir viticole se situe autour de la Serra de Arrábida, sur la rive nord de l'estuaire du rio Sado, dans la Péninsule de Setúbal. 

## Encépagement
L'encépagement est à base d'Alfocheiro, Arinto, Cabernet Sauvignon, Fernão Pires, Muscat d'Alexandrie, Castelão, Rabo de Ovelha et Roupeiro.

## Terroir et vin
Le sol est principalement calcaire avec un bon potentiel de drainage pour la culture des cépages rouges. 

## Commercialisation
Beaucoup de vins sont vendus sous le label Terras do Sado.